# Ceritoturris thailandica
Ceritoturris thailandica is een slakkensoort uit de familie van de Horaiclavidae. De wetenschappelijke naam van de soort is voor het eerst geldig gepubliceerd in 2007 door Robba, Di Geronimo, Chaimanee, Pietro Negri & Sanfilippo.